# Éric Cubilier
Éric Cubilier (Nice, 9 de maio de 1979) é um futebolista da França.